# Doug Flach
Doug Flach, né le 10 août 1970 à Saint-Louis, est un joueur de tennis américain.

## Palmarès

### Titres en double messieurs
| No | Date       | Nom et lieu du tournoi                              | Catégorie    | Dotation  | Surface         | Partenaire    | Finalistes                     | Score         |  |
| -- | ---------- | --------------------------------------------------- | ------------ | --------- | --------------- | ------------- | ------------------------------ | ------------- |  |
| 1  | 18-10-1993 | Salem Open Pékin                                    | World Series | 275 000 $ | Moquette (int.) | Paul Annacone | Jacco Eltingh Paul Haarhuis    | 7-6, 6-3      |  |
| 2  | 06-07-1998 | Miller Lite Hall of Fame Championships Newport (RI) | Int' Series  | 275 000 $ | Gazon (ext.)    | Sandon Stolle | Scott Draper Jason Stoltenberg | 6-2, 4-6, 7-6 |  |

### Finales en double messieurs
| No | Date       | Nom et lieu du tournoi                               | Catégorie           | Dotation  | Surface      | Vainqueurs                     | Partenaire     | Score          |  |
| -- | ---------- | ---------------------------------------------------- | ------------------- | --------- | ------------ | ------------------------------ | -------------- | -------------- |  |
| 1  | 19-08-1991 | Norstar Bank Hamlet Challenge Cup Long Island        | World Series        | 225 000 $ | Dur (ext.)   | Eric Jelen Carl-Uwe Steeb      | Diego Nargiso  | 0-6, 6-4, 7-6  |  |
| 2  | 10-05-1993 | America's Red Clay Tennis Championship Coral Springs | World Series        | 200 000 $ | Terre (ext.) | Patrick McEnroe Jonathan Stark | Paul Annacone  | 6-4, 6-3       |  |
| 3  | 15-07-1996 | Legg Mason Tennis Classic Washington                 | Championship Series | 550 000 $ | Dur (ext.)   | Grant Connell Scott Davis      | Chris Woodruff | 7-6, 3-6, 6-3  |  |
| 4  | 03-05-1999 | Citrix Tennis Championships Delray Beach             | Int' Series         | 245 000 $ | Terre (ext.) | Max Mirnyi Nenad Zimonjić      | Brian MacPhie  | 7-63, 3-6, 6-3 |  |